# Fernando Soriano
Fernando Soriano Marco est un footballeur espagnol né le 24 septembre 1979 à Saragosse, qui évoluait au poste de milieu défensif.

## Biographie
En mai 2010, en fin de contrat avec Alméria, il s'engage pour deux saisons et une en option à l'Osasuna Pampelune. Sa close libératoire étant de cinq millions d'euros.

## Palmarès
- Real Saragosse
  - Vainqueur de la Coupe d'Espagne : 2004
  - Vainqueur de la Supercoupe d'Espagne : 2004